# Malini Fonseka
Wanniarachchige Malini Senehelatha Fonseka, connue populairement sous le nom de Malini Fonseka (en singhalais : මාලිනී ෆොන්සේකා), née le 30 avril 1947 à Kelaniya (Ceylan britannique) et morte le 24 mai 2025 à Colombo (Ceylan), est une actrice de cinéma sri-lankaise et devenue membre du Parlement sri-lankais. Également appelée « Reine du cinéma cinghalais », sa carrière cinématographique s'étend sur sept décennies et a commencé avec Punchi Baba de Tissa Liyansooriya en 1968.
Elle s'est d'abord fait connaître en remportant le « Prix de la meilleure actrice » au National State Drama Festival de 1969, suivi du prix Sarasaviya de la meilleure actrice pour Hingana Kolla en 1980, Aradhana en 1982 et Yasa Isuru en 1983. Elle a remporté le prix Slim Nielsen Peoples de l'actrice la plus populaire douze fois de suite, ce qui est un record. En 2010, elle a été nommée par CNN comme l'un des 25 plus grands acteurs de cinéma asiatiques de tous les temps.

## Biographie

### Jeunesse
Née de Gilbert Fonseka, qui travaillait chez Government Press, et de Seelwathie Fonseka à Peliyagoda (Kelaniya), Malani est la troisième d'une fratrie de onze enfants. Après sa naissance, sa famille déménage à Jambugasmulle (Nugegoda). En 1952, Malani commence ses études au St. John's College (Nugegoda) jusqu'à la 5e année. Après un nouveau déménagement de la famille à Wedamulle (Kelaniya), Malani est inscrite à Gurukula Maha Vidyalaya (Kelaniya) jusqu'à la fin de ses études.

### Antécédents familiaux
Trois de ses sœurs (Sriyani, Rasadari, Damayanthi) et deux frères (Dayananda, décédé en 2012 et Ananda) sont entrés dans l'industrie cinématographique. Sa sœur Damayanthi Fonseka, mariée au cinéaste Prasanna Vithanage, est entrée au cinéma avec le film Madol Duwa. Malini est également la tante des actrices populaires Samanalee Fonseka et Senali Fonseka, ainsi que la belle-sœur de Karunarathna Hangawaththa. Son neveu Ashan est également acteur. Sa petite-fille Kushenya Sayumi est entrée au cinéma avec le film Rookada Panchi. Elle est la fille du frère de Samanalee, Asanga Fonseka et Imalka Samaraweera.
Sa sœur Sriyani a joué dans des films populaires, tels que Lokuma Hinawa, Hondai Narakai, Thilaka Saha Thilakaa, Niwena Ginna et Selinage Walawwa. Son autre sœur Rasadari Fonseka a joué dans des films tels que Situ Kumariyo et Athin Athata. Rasadari est mariée à l'acteur Karunarathna Hangawaththa.
Son frère Ananda Fonseka a commencé à jouer avec Thilaka Saha Thilakaa, puis dans d'autres films tels que Eya Dan Loku Lamayek, Wasanthaye Dawasak, Anupama, Bamba Ketu Hati et Sasara Chethana. Il a également réalisé le film Umayangana  et travaillé comme photographe de plateau. Sa fille Samanalee est une actrice de cinéma et de télévision populaire qui a joué dans des films acclamés par la critique, tels que Motor Bicycle, Davena Vihagun et Premaya Nam. Ananda est mort le 16 octobre 2020 à l'âge de 70 ans.
Son frère Upali Fonseka est mort le 30 mai 2020 des complications du COVID-19 alors qu'il était à Londres. Il était le père de l'actrice populaire Senali Fonseka. Senali a commencé à jouer avec le film à succès Siri Parakum, puis a créé des personnages populaires dans Haara Kotiya et Vijayaba Kollaya . En 2021, aux Sumathi Awards, Senali a remporté le prix de l'actrice la plus populaire et Samanalee a remporté le prix de la meilleure actrice.

### Carrière
Malini Fonseka a commencé sa carrière d'actrice avec des drames sur scène. En 1963, elle fait son entrée au théâtre dramatique avec Noratha Ratha. En 1968, Fonseka a remporté le prix national de la meilleure actrice dramatique pour sa performance dans Akal Wessa. Depuis, elle a joué le rôle principal dans 14 pièces de théâtre. Elle est entrée dans l' industrie du cinéma par l'intermédiaire d'un de ses frères, Ananda Fonseka, qui était à la fois réalisateur et producteur mais a été initié au cinéma lui-même par Tissa Liyansuriya et Joe Abeywickrama.
Elle fait ses débuts avec Punchi Baba (Le petit bébé) de Tissa Liyansuriya en 1968. Ces films ont été suivis par Abudasse kale, Dahasak Sithuwili et Adarawanthayo la même année. Avec le succès critique qu'elle a remporté avec ceux-ci, plusieurs réalisateurs de cinéma de l'époque lui ont offert le rôle principal. Fonseka a joué dans plus de 140 films depuis lors, dont certains étaient des films internationaux. La carrière de Malini s'est enrichie de son travail aux côtés de Gamini Fonseka qui a fait un long voyage dans l'histoire du grand écran. Malini a déclaré lors des funérailles de Gamini en 2004, « Sa performance avait un attrait à tous les niveaux et j'ai eu la chance d'être associé à Gamini. Le cinéma de cette époque s'estompe lentement et le décès de Gamini est un autre pas dans cette direction ».
Certains de ses films à succès sont Nidhanaya de Lester James Peiris, Siripala Saha Ranmenika d' Amaranath Jayathilake, Eya Den Loku Lamayek et Bambaru Ewith de Dharmasena Pathiraja. Elle franchit une étape importante dans sa carrière artistique avec Sasara Chetana en 1984, dont elle devient à la fois réalisatrice et productrice. Elle a réalisé deux autres films à ce jour : Ahimsa en 1987 et Sthree en 1991. Elle s'est associée à l'acteur tamoul populaire Sivaji Ganeshan dans Pilot Premnath en 1978. Plus tard, elle a également travaillé dans l'industrie de la télévision. Malini a reçu des éloges pour sa performance dans les télédrames Manalada Puthe Kiri Dunne, Pitagamkarayo, Kemmura et Ambu Daruwo. Elle a remporté le Sumathi Best Teledrama Actress Awards pour ses rôles dans Pitagamkarayo et Kemmura.
Elle a également fait sa marque en tant que réalisatrice de télédrame, avec des créations à succès telles que Sanasili Suwanda. Elle a même eu l'honneur d'être la première femme réalisatrice de télédrame dans l'histoire du télédrame sri-lankais, lorsqu'elle a réalisé et joué dans son premier télédrame Nirupamala. Elle a ensuite joué dans le film dramatique bouddhiste Uppalawanna réalisé par Sunil Ariyaratne.

Malini Fonseka a été la première actrice sri-lankaise à atteindre des sommets internationaux, remportant un prix spécial du jury au Festival international du film de Moscou en 1975. Ce devait être le premier de ses nombreux prix internationaux. Elle a également remporté un prix au New Delhi Film Festival en 1977.
Outre les nombreux prix Sarasaviya qu'elle a remportés, elle a également remporté d'autres distinctions telles que les prix présidentiels, les prix OCIC et une reconnaissance internationale. Elle a également reçu des prix, dont le "Prix de la meilleure actrice" pour le télédrame "Kemmura" lors de la cérémonie de remise des prix Sumathi Tele, 2000 et le prix Wishva Prasadhini en appréciation de son service à l'industrie du cinéma par le président en 1996.
La cérémonie de félicitation de Malini Fonseka intitulée Maliniye a eu lieu au BMICH le 30 avril 2003 avec la participation de la présidente Chandrika Bandaranaike Kumaratunga pour ses quatre décennies de contribution au cinéma du Sri Lanka dans plus de 150 films.
Les Sri Lankais vivant aux États-Unis se sont rassemblés en grand nombre à Los Angeles pour honorer Malini Fonseka en janvier 2008. Un dîner spécial a été organisé par le consul général du Sri Lanka Jaliya Wickramasuriya et Mme. Wickramasuriya pour l'honorer. Une cérémonie spéciale a été organisée pour qu'elle reçoive une plaque d'appréciation par le consulat général de Los Angeles Jaliya Wickramasuriya. En 2019, elle a reçu le prix honorifique Janabhimani au Bandaranaike Memorial International Conference Hall.

### Vie politique
En avril 2010, Malini Fonseka a été nommée au Parlement sri-lankais en tant que membre du Parlement sur la liste nationale de l'Alliance pour la liberté du peuple uni.

## Récompenses

### Deepashika Award Festival

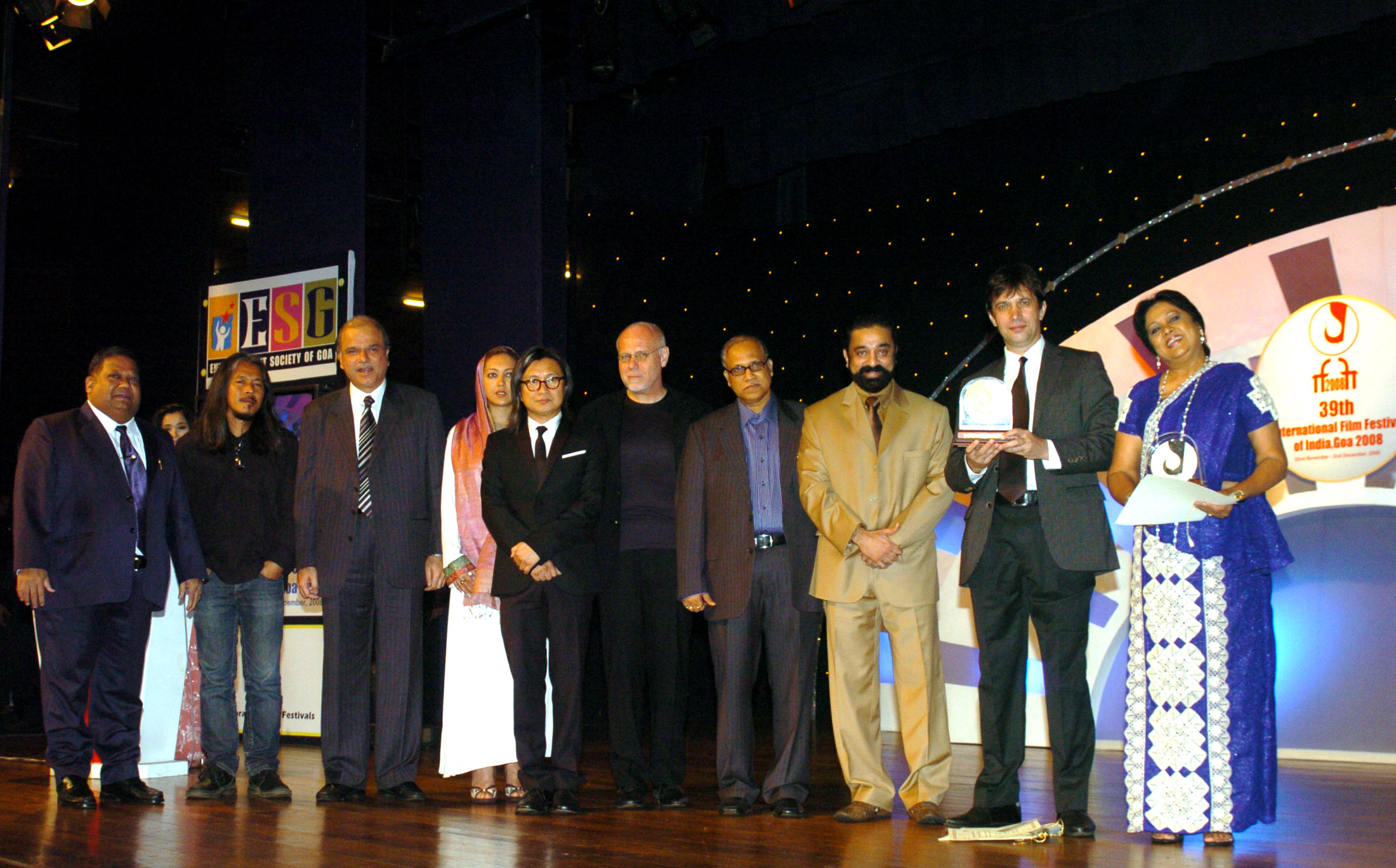
Malini Fonseka a remporté le prix spécial du jury pour le film Akasa Kusum (Flowers of the Sky) au Festival international du film de l'Inde 2008

| Année | Titre du film | Prix                      | Résultat |
| ----- | ------------- | ------------------------- | -------- |
| 1973  |               | Actrice la plus populaire | Remporté |
| 1974  | Nidhanaya     | Actrice la plus populaire | Remporté |

### Prix Sarasaviya
| Année | Vote des spectateurs/œuvre | Prix                      | Résultat |
| ----- | -------------------------- | ------------------------- | -------- |
| 1975  | Vote des spectateurs       | Actrice la plus populaire | Remporté |
| 1980  | Hingana Kolla              | Meilleure actrice         | Remporté |
| 1980  | Vote des spectateurs       | Actrice la plus populaire | Remporté |
| 1981  | Vote des spectateurs       | Actrice la plus populaire | Remporté |
| 1982  | Aradhana                   | Actrice la plus populaire | Remporté |
| 1983  | Yasa Isuru                 | Meilleure actrice         | Remporté |
| 1984  | Vote des spectateurs       | Actrice la plus populaire | Remporté |
| 1985  | Vote des spectateurs       | Actrice la plus populaire | Remporté |
| 1986  | Vote des spectateurs       | Actrice la plus populaire | Remporté |

### Vanitha Viththi Award Festival
| Année | Titre du film | Prix                      | Résultat |
| ----- | ------------- | ------------------------- | -------- |
| 1992  |               | Actrice la plus populaire | Remporté |
| 1993  | Nidhanaya     | Actrice la plus populaire | Remporté |

### Prix du cinéma présidentiel
| Année | Vote des spectateurs/œuvre | Prix              | Résultat |
| ----- | -------------------------- | ----------------- | -------- |
| 1980  | Bambaru Awith              | Meilleure actrice | Remporté |
| 1981  | Wasanthaye Dawasak         | Meilleure actrice | Remporté |
| 1983  | Aradhana                   | Meilleure actrice | Remporté |
| 2004  | Wekanda Walawwa            | Meilleure actrice | Remporté |
| 2006  | Ammawarune                 | Meilleure actrice | Remporté |

### Prix SIGNIS OCIC
| Année | Vote des spectateurs/œuvre | Prix              | Résultat |
| ----- | -------------------------- | ----------------- | -------- |
| 1978  | Films en 1977              | Meilleure actrice | Remporté |
| 1981  | Dandu Monara               | Meilleure actrice | Remporté |
| 1982  | Films en 1980              | Meilleure actrice | Remporté |
| 1992  | Madhu Samaya               | Meilleure actrice | Remporté |

### Prix UNDA
| Année | Vote des spectateurs/oeuvre | Prix              | Résultat |
| ----- | --------------------------- | ----------------- | -------- |
| 1993  | Mahamera Pamula             | Meilleure actrice | Remporté |
| 1997  | Pitagamkarayo               | Meilleure actrice | Remporté |
| 2007  | Sisila Ima                  | Meilleure actrice | Remporté |

### Récompenses Sumathi
| Année | Vote des spectateurs/œuvre | Prix              | Résultat |
| ----- | -------------------------- | ----------------- | -------- |
| 1998  | Pitagamkarayo              | Meilleure actrice | Remporté |
| 2002  | Kemmura                    | Meilleure actrice | Remporté |

### Prix du film Navaliya Vendol
| Année | Vote des spectateurs/œuvre | Prix                       | Résultat |
| ----- | -------------------------- | -------------------------- | -------- |
| 2006  | Vote des spectateurs       | Actrice la plus attrayante | Remporté |
| 2007  | Vote des spectateurs       | Actrice la plus attrayante | Remporté |
| 2008  | Vote des spectateurs       | Actrice la plus attrayante | Remporté |

### Autres récompenses locales
| Année | Vote des spectateurs/œuvre | Prix                                                           | Résultat |
| ----- | -------------------------- | -------------------------------------------------------------- | -------- |
| 1966  | Akal Wessa                 | State Drama Festival: Best Actress                             | Remporté |
| 1969  | Punchi Baba                | Broadcasting Awards: Best Supporting Actress                   | Remporté |
| 1973  | Nidhanaya                  | Reviewers Film Awards: Best Actress                            | Remporté |
| 1992  | Madhu Samaya               | Swarna Sanka Film Awards: Best Actress                         | Remporté |
| 2016  | Contribution au Cinéma     | Prathibha Prabha Award (at Raigam Tele'es)                     | Remporté |
| 2018  | Contribution au Cinéma     | Lifetime Achievement Award (at Derana Film Awards)             | Remporté |
| –     | Contribution au Cinéma     | Swarna Rajani Award (par la fondation Kala Lanka)              | Remporté |
| –     | Contribution au Cinéma     | Felicitation Award (par le Malani Fonseka Felicitation Comite) | Remporté |
| –     | Contribution au Cinéma     | Felicitation Award (by National Film Corporation)              | Remporté |

### Récompenses internationales
| Année | Vote des spectateurs/œuvre                                                | Prix | Résultat |
| ----- | ------------------------------------------------------------------------- | --- | -------- |
| 1976  | Humanité sur le cinéma, l'art et pour la paix, l'amitié entre les nations | 9e Festival international du film de Moscou Certificat de diplôme d'honneur                                 | Remporté |
| 1978  | Siripala Saha Ranmenika                                                   | 6e Festival international du film indien : certificat de diplôme d'honneur                                  | Remporté |
| 2009  | Akasa Kusum                                                               | 39e Festival international du film indien Prix du Paon d'Argent et Certificat pour la meilleure performance | Remporté |
| 2010  | Akasa Kusum                                                               | 7e Festival international du film de Levanthe : Meilleure actrice                                           | Remporté |
| 2012  | Réalisation exceptionnelle dans le domaine du cinéma                      | Festival international du film de Kandy : Excellence                                                        | Remporté |

## Filmographie
Depuis son premier film en 1968, Malini Fonseka a joué dans plus de 150 films à travers six décennies.
| Année | N°   | Film                                 | Rôle                                         | Réf.   |
| ----- | ---- | ------------------------------------ | -------------------------------------------- | ------ |
| 1968  | 182  | Punchi Baba                          | Mala                                         |        |
| 1968  | 184  | Abudasse kale                        |                                              |        |
| 1968  | 196  | Adarawanthayo                        | Sumana                                       |        |
| 1968  | 194  | Dahasak Sithuvili                    | Lalith's sister                              | [ 21 ] |
| 1969  | 204  | Kawda Hari                           | Subha                                        |        |
| 1969  | 214  | Prawesam Wanna                       | Geetha Basnayake                             |        |
| 1969  | 215  | Parawalalu                           |                                              |        |
| 1970  | 223  | Dan Mathakada                        | Sandya Amunugama                             | [ 22 ] |
| 1970  | 224  | Akkara Paha                          | Kumari                                       | [ 23 ] |
| 1971  | 241  | Hathara Denama Surayo                | Nilmini                                      | [ 24 ] |
| 1971  | 249  | Maahene Ririyaka                     | Leela Livera                                 |        |
| 1971  | 242  | Abirahasa                            | Lover                                        |        |
| 1971  | 247  | Samanala Kumariyo                    |                                              |        |
| 1972  | 250  | Nidhanaya                            | Irene Abeynayake                             | [ 25 ] |
| 1972  | 251  | Sahanaya                             | Rupa                                         | [ 26 ] |
| 1972  | 266  | Adare Hithenawa Dakkama              | Deepa                                        | [ 27 ] |
| 1972  | 254  | Edath Sooraya Adath Sooraya          | Kanthi                                       |        |
| 1972  | 263  | Me Dasa Kumatada                     | Mala                                         |        |
| 1973  | 269  | Matara Achchi                        | Cyril's city co-worker                       |        |
| 1973  | 271  | Suhada Pathuma                       | Chamila                                      | [ 28 ] |
| 1973  | 272  | Thushara                             | Thushara                                     | [ 29 ] |
| 1973  | 273  | Sadahatama Oba Mage                  |                                              |        |
| 1973  | 275  | Hathdinnath Tharu                    | Pearli                                       |        |
| 1973  | 276  | Hondama Welawa                       |                                              |        |
| 1973  | 277  | Sinawai Inawai                       |                                              |        |
| 1973  | 279  | Hondai Narakai                       |                                              |        |
| 1973  | 280  | Daahakin Ekek                        | Shyama Abeykoon                              |        |
| 1973  | 281  | Hondata Hondai                       | Chammi                                       |        |
| 1974  | 282  | Ahas Gauwa                           | Post office co-worker                        |        |
| 1974  | 285  | Kasthuri Suwanda                     | Kanchana                                     | [ 30 ] |
| 1974  | 294  | Susee                                | Susee                                        | [ 31 ] |
| 1974  | 299  | Senakeliya                           | Tharangani                                   | [ 32 ] |
| 1975  | 311  | Awa Soya Adare                       | Nilanthi                                     | [ 33 ] |
| 1975  | 313  | Kohoma Kiyannada                     | Samanthi                                     |        |
| 1975  |      | Sooraya Soorayamai                   | Nilanthi / Mango 'Nanda'                     | [ 34 ] |
| 1975  | 327  | Sadhana                              |                                              |        |
| 1975  | 330  | Sangeetha                            | Sangeetha / Geetha (two births)              | [ 35 ] |
| 1975  |      | Nayana                               |                                              |        |
| 1976  | 332  | Pradeepaya Maa Wewa                  |                                              |        |
| 1976  | 335  | Kawuda Raja                          | Chintha                                      | [ 36 ] |
| 1976  |      | Yaar Aval (Tamil Film)               |                                              |        |
| 1976  | 336  | Wasana                               | Sudarshi Rajadasa                            |        |
| 1976  | 337  | Ganga                                |                                              |        |
| 1976  | 342  | Diyamanthi                           | Chitra Saparamandu                           |        |
| 1976  | 348  | Unnath Dahai Malath Dahai            |                                              |        |
| 1976  | 351  | Onna Mame Kella Panapi               |                                              |        |
| 1976  | 252  | Saradiyelge Putha                    | Subha                                        |        |
| 1976  | 356  | Adarei Man Adarei                    |                                              |        |
| 1976  | 383  | Zashis (Rahas Kumanthranaya)         |                                              |        |
| 1977  | 359  | Neela                                |                                              |        |
| 1977  | 360  | Sakunthala                           |                                              |        |
| 1977  | 365  | Hithuwoth Hithuwamai                 | Apsara                                       | [ 37 ] |
| 1977  | 367  | Pembara Madhu                        | Madhu                                        | ,      |
| 1977  | 368  | Deviyani Oba Kohida                  | Elizabeth                                    | [ 40 ] |
| 1977  | 369  | Eya Dan Loku Lamayek                 | Katuwalagedera 'Susila' Susilawathie 'Susee' |        |
| 1977  | 376  | Siripala Saha Ranmenika              | Ranmanika                                    | [ 41 ] |
| 1978  |      | Pilot Premanath                      | Premnath's wife. Tamil film                  |        |
| 1978  | 388  | Vishmaya                             | Nita 'Manike'                                |        |
| 1978  | 395  | Selinage Walawwa                     | Wimalaa                                      |        |
| 1978  | 397  | Kundala Keshi                        | Badhra Kumari 'Kundala Keshi'                |        |
| 1978  | 399  | Weera Puran Appu                     | Bandara Menike                               |        |
| 1978  | 400  | Bambaru Avith                        | Helen                                        |        |
| 1978  | 401  | Salee                                | Salee                                        |        |
| 1978  | 406  | Sandawata Ran Tharu                  |                                              |        |
| 1978  | 407  | Apeksha                              | Niranjala                                    | [ 42 ] |
| 1978  | 409  | Anupama                              | Marthaa                                      | [ 43 ] |
| 1979  | 416  | Hingana Kolla                        | Lamahami / Nanda                             | [ 44 ] |
| 1979  | 418  | Divi Thibena Thuru                   | Sumana                                       |        |
| 1979  | 420  | Muwan Palessa                        | Namali                                       |        |
| 1979  | 422  | Wasanthaye Dawasak                   | Mala                                         |        |
| 1979  | 421  | Malligai Mohini                      | Tamil film                                   |        |
| 1979  | 421  | Raan Kurullo                         | Sujatha 'Kumara Hami'                        |        |
| 1979  | 423  | Monarathenna                         | Sandha                                       | [ 45 ] |
| 1979  | 435  | Nuwan Renu                           | Renuka 'Renu'                                |        |
| 1980  | 443  | Silva                                | Kumari                                       |        |
| 1980  | 444  | Ektam Ge                             | Mala Pushpalatha                             | ,      |
| 1980  | 450  | Raktha                               | Raktha                                       |        |
| 1980  | 454  | Dandu Monara                         | Anulawathi                                   |        |
| 1980  | 358  | Raja Dawasak                         | Ran Manika                                   |        |
| 1981  | 474  | Beddegama                            | Punchi Menika                                | [ 48 ] |
| 1981  | 475  | Sathweni Dawasa                      | Agadanna                                     |        |
| 1981  | 476  | Sayuru Thera                         | Jocelin                                      |        |
|       |      | Hathi Mere Sathi (Foreign Film)      |                                              |        |
| 1981  | 478  | Bamba Ketu Hati                      | Dhammi                                       |        |
| 1981  | 479  | Soldadu Unnehe                       | Prema 'Akka'                                 |        |
| 1981  | 481  | Situ Kumariyo                        |                                              |        |
| 1981  | 483  | Ek Dawasak Re                        | Asha 'Aashi' Ranaweera                       |        |
| 1981  | 493  | Geethika                             | Samanthi                                     |        |
| 1981  | 496  | Induta Mal Mitak                     | Nisansala                                    |        |
| 1981  | 499  | Aradhana                             | Jinadari                                     | [ 49 ] |
| 1981  |      | Pani Malargal (Tamil Film)           |                                              |        |
| 1982  | 531  | Mihidum Sihina                       | Veena                                        |        |
| 1982  | 508  | Bambara Geethaya                     | Mali                                         |        |
| 1982  | 511  | Yasa Isuru                           | Sarojini Wickramasinghe                      | [ 50 ] |
| 1982  | 520  | Anuradha                             |                                              |        |
| 1982  | 539  | Newatha Hamuwemu                     | Madhuka 'Madhu' Damayanthi                   |        |
| 1982  |      | Piya Saha Daruwo                     |                                              |        |
| 1983  | 552  | Samuganimi Ma Semiyani               |                                              |        |
| 1983  | 557  | Thuththiri Mal                       |                                              |        |
| 1983  | 563  | Loku Thaththa                        |                                              |        |
| 1983  | 567  | Samanala Sihina                      |                                              |        |
| 1983  | 569  | Muwan Palessa 3                      |                                              |        |
| 1983  |      | Peter of the Elephant (Foreign Film) |                                              |        |
| 1984  | 577  | Welle Thanu Maliga                   | Isabella 'Isa'                               |        |
| 1984  | 589  | Bambara Patikki                      |                                              |        |
| 1984  | 591  | Kokila                               | Kokila                                       |        |
| 1984  | 590  | Hithawathiya                         | Mahesi Jayasekara                            |        |
| 1984  | 593  | Sasara Chethana                      | also as producer.                            |        |
| 1984  | 594  | Wadula                               | Ranmali                                      |        |
| 1984  | 603  | Sahodariyakage Kathawa               |                                              |        |
| 1986  | 636  | Mal Warusa                           | Sarojini                                     |        |
| 1986  | 644  | Dewduwa                              |                                              |        |
| 1986  | 647  | Puja                                 |                                              |        |
| 1986  | 650  | Awurudu Da                           | Nirupama                                     |        |
| 1987  | 662  | Kele Kella                           | Uma 'Kala Kella'                             |        |
| 1987  | 670  | Ahinsa                               | Saroja Madugalla                             |        |
| 1988  | 675  | Sandakada Pahana                     | Malathi 'Mali' Wijebandara                   |        |
| 1988  | 677  | Angulimala                           | Aduruthumiya                                 |        |
| 1988  | 678  | Newa Gilunath Ban Choon              | Deepa / Chapa                                |        |
| 1989  | 690  | Shakthiya Obai Amme                  | Nirmala 'Nimmie' Randeniya                   |        |
| 1989  | 693  | Waradata Danduwam                    |                                              |        |
| 1989  | 696  | Siri Medura                          | Nirmala Samarawickrama                       |        |
| 1990  | 699  | Jaya Shakthi                         |                                              |        |
| 1990  | 702  | Weera Udara                          |                                              |        |
| 1990  | 713  | Honda Honda Sellam                   | Sub Inspector Geeta Randeniya / Neeta        |        |
| 1991  | 718  | Paradeese                            |                                              |        |
| 1991  | 724  | Hithata Dukak Nathi Miniha           | Nirmala                                      |        |
| 1991  | 726  | Raja Kello                           |                                              |        |
| 1991  | 728  | Madusamaya                           |                                              |        |
| 1991  | 737  | Sthree                               | Magihami                                     |        |
| 1991  | 738  | Suwadena Suwandak                    |                                              |        |
| 1991  |      | Sihina Ahase Wasanthaya              | Madhu                                        | [ 51 ] |
| 1992  | 751  | Ahimi Dadaman                        | Rathi                                        |        |
| 1992  | 756  | Umayangana                           | Elizabeth                                    |        |
| 1992  | 759  | Ruamathiyay Neethiyay                | Kanchana                                     |        |
| 1992  | 763  | Sathya                               |                                              |        |
| 1994  | 803  | Sanda Madala                         | Ekanayake Mudiyanselage Sandalatha 'Sanda'   |        |
| 1994  | 811  | 150 Mulleriyawa                      | Doctor Sujatha / Juliet 'Julie' Fonseka      |        |
| 1997  | 881  | Apaye Thathpara 84000k               |                                              |        |
| 1998  | 901  | Anthima Reya                         | Luxmi                                        | [ 52 ] |
| 2002  | 984  | Punchi Suranganavi                   | Sinhala teacher                              |        |
| 2003  | 1020 | Vekande Walauwa                      | Sujatha                                      |        |
| 2004  | 1032 | Aadaraneeya Wassaanaya (en)          |                                              |        |
| 2006  | 1064 | Dedunu Wessa                         |                                              |        |
| 2006  | 1081 | Ammawarune                           | Sumanawathi                                  |        |
| 2007  | 1090 | Uppalawanna                          | Nayaka Meheniya                              |        |
| 2008  | 1111 | Aba                                  | Bhadra Kachchayana                           |        |
| 2008  | 1114 | Machan                               | Manoj's mother                               |        |
| 2009  | 1128 | Akasa Kusum                          | Sandhya Rani                                 |        |
| 2009  | 1120 | Dancing Star                         | herself. cameo appearance                    |        |
| 2011  | 1166 | Selvam (en)                          | Madhuvani                                    |        |
| 2012  | 1180 | Prathiroo                            | Leelawathi                                   |        |
| 2016  | 1265 | Sarigama                             | Matron                                       |        |
| 2020  |      | Rookada Panchi                       | School principal                             | [ 53 ] |
|       |      | Udu Sulanga                          |                                              |        |
|       |      | Prathiravaya                         |                                              |        |
|       |      | Muthuetaye Modayo                    |                                              |        |
|       |      | Bhavatharana                         |                                              |        |
|       |      | Ayu                                  |                                              | [ 54 ] |
| TBD   |      | Monara Vilak                         |                                              | [ 55 ] |